# تپه کلیایی ۱
تپه کلیایی ۱ مربوط به سده‌های میانهٔ دوران‌های تاریخی پس از اسلام است و در شهرستان کرمانشاه، بخش ماهیدشت، دهستان ماهیدشت، داخل زمینهای زراعی روستای کلیایی واقع شده و این اثر در تاریخ ۲۷ اسفند ۱۳۸۶ با شمارهٔ ثبت ۲۲۴۷۱ به‌عنوان یکی از آثار ملی ایران به ثبت رسیده است.